# ثراميات
الثُراميات (الاسم العلمي: Hygrophoraceae)، فصيلة فطور من رتبة الغاريقونيات. تحتوي الفصيلة على 25 جنسًا وأكثر من 600 نوع. ليس لأي منها أهمية اقتصادية كبيرة، على الرغم من أن أجسام الفاكهة لبعض أنواع Hygrocybe وثرامة تعتبر صالحة للأكل ويمكن جمعها للبيع في الأسواق المحلية.

## معرض صور

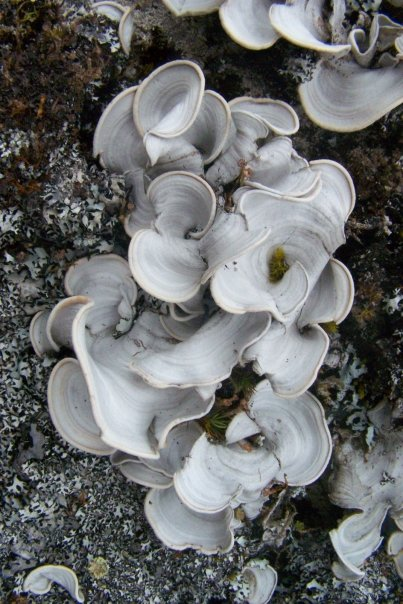
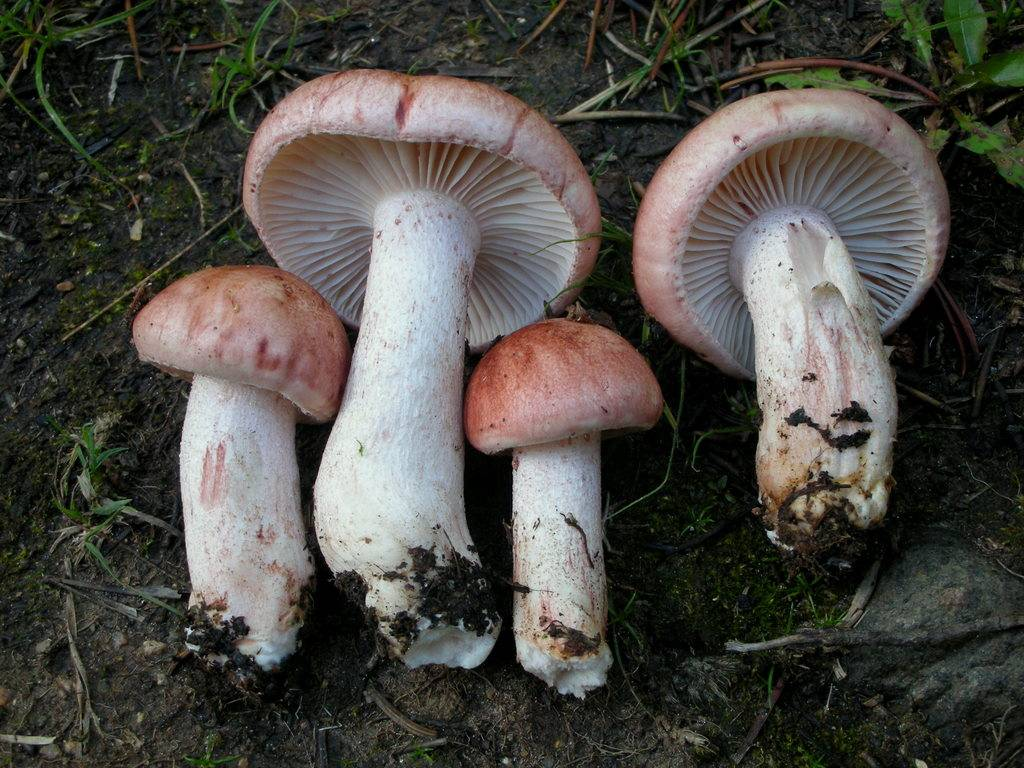
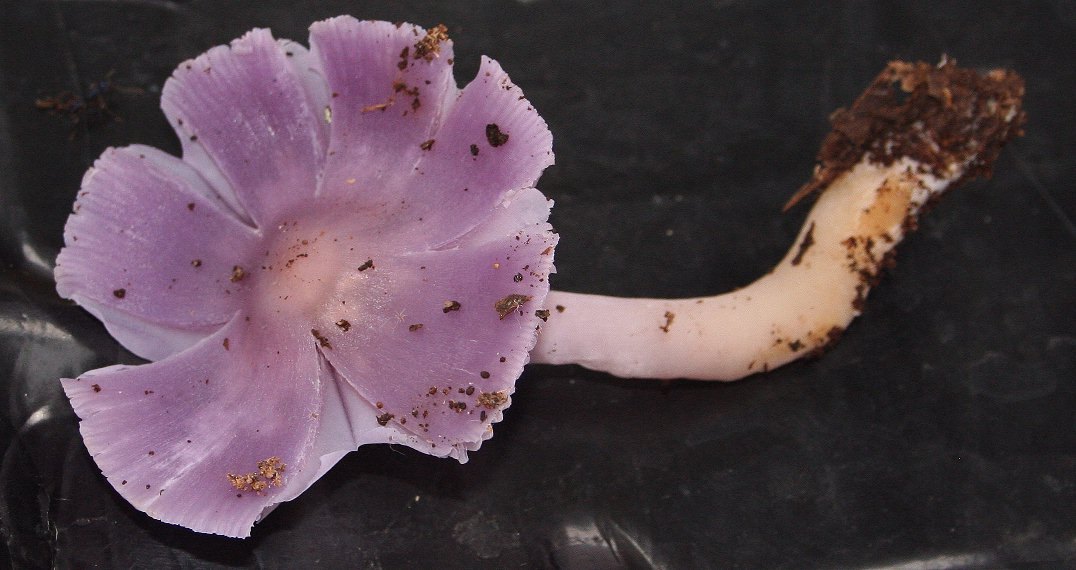
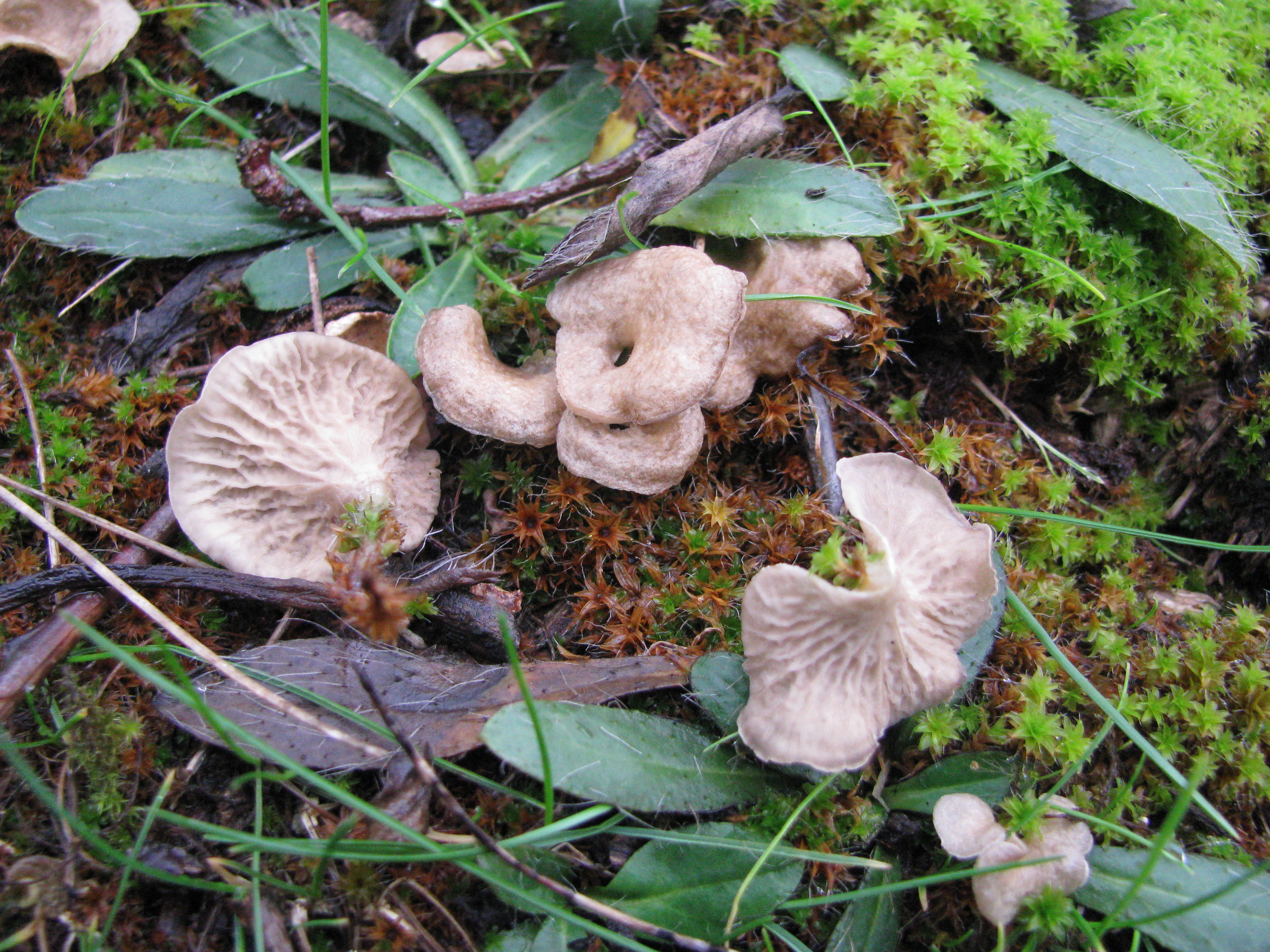